# Nemosoma breviatum
Nemosoma breviatum is een keversoort uit de familie schorsknaagkevers (Trogossitidae). De wetenschappelijke naam van de soort werd in 1918 gepubliceerd door Paul de Peyerimhoff de Fontenelle.